# Nadir Benchenaa
Nadir Benchenaa, né le 2 février 1984 à Stockholm, est un footballeur suédo-algérien évoluant au Dalkurd FF au poste de milieu de terrain.
Bon espoir du football suédois, il est recruté à 16 ans par le Stade rennais et évolue dans ses équipes de jeunes. Il remporte en 2003 la Coupe Gambardella, mais le footballeur tarde à confirmer, et le tout jeune Yoann Gourcuff, de deux ans son cadet, lui prend même la place de titulaire.
De retour en Suède, il passe professionnel dans son ancien club de Hammarby IF, avec lequel il fait ses débuts en Allsvenskan. L'ex-espoir ne s'impose pas, et part à Örgryte IS puis à Assyriska FF en seconde division. En 2007, Benchenaa décide de s'exiler de nouveau au SV Babelsberg 03. Une expérience de courte durée, puisqu'il est recruté par l'UR Namur six mois plus tard. En janvier 2009 il part au FK Xəzər Lənkəran un club d'Azerbaïdjan. En 2009 il change de club à nouveau et signe pour le club suédois 
de Dalkurd FF qui joue en deuxième division suédoise.

## Palmarès
- 2003 : Vainqueur de la Coupe Gambardella avec Stade rennais.